# Parque nacional de Oze
Parque nacional de Oze (en japonés:尾瀬国立公園 Oze kokuritsukōen) es un espacio abierto que consiste en áreas verdes, en las prefecturas de Fukushima, Tochigi, Gunma y Niigata en el país asiático de Japón. El parque es 372 km² de superficie y es el vigésimo noveno parque nacional en ese nación.
Establecido el 30 de agosto de 2007, el área del parque incluye los pantanos y las montañas en el área de Oze, anteriormente parte del parque nacional de Nikko, y otras áreas cercanas como la de Aizu-Komagatake y las montañas Tashiroyama.
El sitio fue el más nuevo parque nacional en ser abierto en 20 años, ya que la designación de humedales de Hokkaido Kushiro como parque nacional ocurrió en 1987.